# 14606 Хілфлейшер
14606 Хілфлейшер (14606 Hifleischer) — астероїд головного поясу, відкритий 26 вересня 1998 року.
Тіссеранів параметр щодо Юпітера — 3,507.